# اچ‌ام‌اس کیتس (کی۴۸۲)
اچ‌ام‌اس کیتس (کی۴۸۲) (به انگلیسی: HMS Keats (K482)) یک کشتی بود که طول آن ۲۸۹٫۵ فوت (۸۸٫۲ متر) بود. این کشتی در سال ۱۹۴۳ ساخته شد.